# Hulk (revue)
Pour les articles homonymes, voir Hulk (homonymie).
Hulk est une publication Arédit/Artima qui parut sous plusieurs formes dans plusieurs collections de cet éditeur entre mars 1976 et juin 1985, consacrée au super-héros Hulk de chez Marvel Comics.
Une première série petit format noir et blanc paraît de décembre 1976 à septembre 1983 dans la Collection Flash (29 numéros). Elle publie en français les comics Incredible Hulk, Journey into Mystery (avec Thor), Defenders, Captain America, ainsi que quelques numéros de Tales to Astonish, Tales of Suspense ou Marvel Two-in-One.
Une seconde série, en tous points comparables, mais en couleurs, y fait suite dans la Collection Flash Nouvelle formule, à partir de novembre 1983 jusqu'à juin 1985 (15 numéros). En plus des aventures de Hulk dans The Incredible Hulk, elle publie Power Man, Man-Thing, Ka-Zar,  ainsi que quelques numéros de Captain America, et The Mighty Thor.
Parallèlement à ce périodique, Arédit/Artima lance à partir de janvier 1979 quatre séries d'albums en couleurs centrées sur le même personnage : Gamma, (22 numéros jusqu'à juillet 1983), Hulk Hors Série (3 numéros d'octobre 1982 à janvier 1984), toutes deux dans la collection Artima Color Marvel SuperStar, Hulk dans la Collection Artima Color Marvel Géant (14 numéros de septembre 1979 à octobre 1983), et Hulk Color dans la Collection Pocket Color Marvel Arédit (7 numéros de mai 1982 à avril 1984). Les mêmes comics que précédemment y sont publiés pêle-mêle, sauf dans Hulk Géant qui adapte Rampaging Hulk, et Hulk Pocket qui réédite en couleurs les premières aventures du titan vert, notamment dans Tales to Astonish.